# Lire de l'Afrique orientale italienne
Pour les articles homonymes, voir Livre (monnaie).
La lire est l'ancienne monnaie officielle de l'Afrique orientale italienne (AOI) entre 1937 et 1941. Elle prit la forme de billets de banque libellés en lires italiennes mais contremarqués.

## Histoire monétaire
La loi du janvier 1937 institue sur tout le territoires de l'Empire italien d'Éthiopie, incluant l'Érythrée et la Somalie, une monnaie unique, la lire italienne. Sur ces vastes territoires que l'Italie fasciste cherche à coloniser après une première tentative remontant aux années 1880-1890, circulent le birr, le thaler de Marie-Thérèse (TMT), le thaler érythréen, voire la roupie indienne. Le cours de conversion est établi à un thaler pour 5 lires. Un thaler, grosse pièce d'argent de 28 g titrée 833 millièmes, vaut en réalité beaucoup plus que cinq lires en 1937. Deux ans plus tôt, Rome avait fait refrapper des milliers de TMT sur le modèle type 1780. La famine monétaire de la région n'est pas pour autant endiguée. Aussi, la Banque d'Italie, via l'Istituto della Zecca dello Stato commence à imprimer des billets italiens en les contremarquant en rouge avec la mention Serie Speciale Africa Orientale Italiana, les réservant à la circulation au sein de l'AOI. Les valeurs des coupures sont de 50, 100, 500 et 1 000 lires, sur des types dessinés par Giovanni Capranesi.
Le 2 mars 1941, les forces militaires britanniques entrent dans Mogadiscio, en Somalie italienne, puis remontent et s'emparent d'une grande partie de l'AOI. Le 30 novembre, les billets italiens, dévalués du fait d'une extrême inflation, sont démonétisés. En 1944, la United States Mint fait frapper une série de monnaie en birr éthiopien, les réservant à ce pays dès sa libération. De leur côté, les Britanniques imposent le shilling est-africain aux autres territoires.